# Tarkawica
Tarkawica – wieś w Polsce położona w województwie lubelskim, w powiecie lubartowskim, w gminie Ostrówek.
Wieś szlachecka położona była w drugiej połowie XVI wieku w powiecie lubelskim województwa lubelskiego. W latach 1975–1998 miejscowość administracyjnie należała do ówczesnego województwa lubelskiego.
Wieś stanowi sołectwo gminy Ostrówek. Według Narodowego Spisu Powszechnego z roku 2011 wieś liczyła 521 mieszkańców.
Wierni Kościoła rzymskokatolickiego należą do parafii Wniebowzięcia Najświętszej Maryi Panny w Kocku.